# 8. okręg wyborczy w Maryland
Ósmy okręg wyborczy w Maryland co dwa lata wybiera swojego przedstawiciela do Izby Reprezentantów Stanów Zjednoczonych. Od wyborów w 2002 roku obejmuje on swoim zasięgiem części hrabstw Montgomery i Prince George’s. Przedstawicielem okręgu w 110. Kongresie Stanów Zjednoczonych jest demokrata, Chris Van Hollen.

## Chronologiczna lista przedstawicieli
| | Przedstawiciel             | Data objęcia urzędu | Data opuszczenia urzędu | Partia polityczna      |
| --- | -------------------------- | ------------------- | ----------------------- | ---------------------- |
| Okręg został ustanowiony po spisie ludności w 1790 roku.                                                        |                            |                     |                         |                        |
| 1 | William Vans Murray        | 4 marca 1793        | 3 marca 1797            |                        |
| 2 | John Dennis                | 4 marca 1797        | 3 marca 1805            | Partia Federalistyczna |
| 3 | Charles Goldsborough       | 4 marca 1805        | 3 marca 1817            | Partia Federalistyczna |
| 4 | Thomas Bayly               | 4 marca 1817        | 3 marca 1823            | Partia Federalistyczna |
| 5 | John Selby Spence          | 4 marca 1823        | 3 marca 1825            |                        |
| 6 | Robert Nicols Martin       | 4 marca 1825        | 3 marca 1827            |                        |
| 7 | Ephraim King Wilson        | 4 marca 1827        | 3 marca 1831            |                        |
| 8 | John Selby Spence          | 4 marca 1831        | 3 marca 1833            |                        |
| 9 | John Truman Stoddert       | 4 marca 1833        | 3 marca 1835            |                        |
| Okręg został zlikwidowany po spisie ludności w 1830 roku i ustanowiony ponownie po spisie ludności w 1960 roku. |                            |                     |                         |                        |
| 10 | Gilbert Gude               | 3 stycznia 1967     | 3 stycznia 1977         | Partia Republikańska   |
| 11 | Newton Ivan Steers Jr.     | 3 stycznia 1977     | 3 stycznia 1979         | Partia Republikańska   |
| 12 | Michael Darr Barnes        | 3 stycznia 1979     | 3 stycznia 1987         | Partia Demokratyczna   |
| 13 | Constance Albanese Morella | 3 stycznia 1987     | 3 stycznia 2003         | Partia Republikańska   |
| 14 | Christopher Van Hollen     | 3 stycznia 2003     |                         | Partia Demokratyczna   |